# Engelbert Dick
Engelbert Dick (* 27. März 1907 in Recklinghausen; † 14. Februar 1962) war ein deutscher Politiker der CDU.

## Ausbildung und Beruf
Engelbert Dick besuchte die Volksschule und das Gymnasium sowie 2 Jahre die Handelsschule. Er absolvierte eine kaufmännische Lehre. Danach war er kaufmännischer Gehilfe und Helfer in Steuersachen sowie später Betriebskaufmann und Prokurist. Dick war als Wirtschaftssachverständiger bei der Preisüberwachung tätig und er arbeitete als kaufmännischer Abteilungsleiter. 1950 wurde er Mitglied der Deutschen Angestellten-Gewerkschaft.

## Politik
Dick war Mitglied der CDU und ab Dezember 1945 Kreisvorsitzender der CDU des Kreises Meschede. Er war von 1946 bis 1948 Mitglied des Kreistags. Ab April 1946 wirkte er als Stadtverordneter in Meschede. Er war ab April 1946 als Amtsvertreter in Meschede tätig. Von 1946 bis 1948 fungierte er als Amtsbürgermeister und ab 1952 als Bürgermeister in Meschede.
Vom 21. Juli 1958 bis zu seinem Tode am 14. Februar 1962 war er direkt gewähltes Mitglied des 4. Landtages von Nordrhein-Westfalen für den Wahlkreis 130 Meschede-Wittgenstein.